# Igor Jačmenjak
Igor Jačmenjak (* 31. August 1979 in Zagreb, SFR Jugoslawien) ist ein kroatischer Eis- und Inlinehockeyspieler, der seit 2016 beim KHL Zagreb unter Vertrag steht. 

## Karriere

### Clubs
Igor Jačmenjak begann seine Karriere als Eishockeyspieler in der Saison 1995/96 beim KHL Zagreb, mit dem er auf Anhieb den kroatischen Meistertitel gewann. Im Sommer 1997 wechselte er zu dessen Stadtnachbarn KHL Mladost Zagreb, für den er vier Jahre lang spielte, ehe er weitere drei Jahre bei seinem Ex-Klub KHL Zagreb verbrachte. Von 2004 bis 2010 stand der Verteidiger wiederum beim KHL Mladost Zagreb unter Vertrag, mit dem er 2008 zum zweiten Mal in seiner Laufbahn Kroatischer Meister wurde. In den Spielzeiten 2005/06 und 2008/09 war er zudem für Mladost Zagreb in der slowenischen Eishockeyliga aktiv und in der Saison 2009/10 in der neu gegründeten Slohokej Liga.
Zur Saison 2010/11 schloss sich Jačmenjak ein weiteres Mal seinem Heimatverein KHL Zagreb an, für den er in der kroatischen Liga in elf Spielen vier Tore und acht Vorlagen erzielte. In den Playoffs lief er zudem für das Team Zagreb, eine Kooperation der Zagreber Spitzenvereine, in der Slohokej Liga auf und bereitete in sechs Spielen zwei Tore vor. Im Januar 2012 schloss er sich dem Kocaeli Büyükşehir Belediyesi Kağıt SK aus der türkischen Superliga an, mit dem er türkischer Vizemeister wurde. Bereits im Sommer 2012 kehrte er jedoch zu seinem Stammverein KHL Zagreb zurück, für den er zunächst wieder in der kroatischen Liga spielt. In der Spielzeit 2015/16 spielte er mit seinem Klub in der slowenischen Liga, wechselte aber kurz vor den Playoffs zum KHK Roter Stern Belgrad in die serbische Liga und wurde mit dem Hauptstadtklub serbischer Vizemeister.
Im Dezember 2018 wurde er an den KHL Medveščak Zagreb aus der Erste Bank Eishockey Liga ausgeliehen, kehrte aber nach Ende der Hauptrunde zum KHL Zagreb zurück.

### International
Für Kroatien nahm Jačmenjak im Juniorenbereich an der U18-Junioren-C-Europameisterschaft 1996 sowie den U20-Junioren-C-Weltmeisterschaften 1997 und 1999 teil. 
Im Seniorenbereich stand Jačmenjak zunächst im Aufgebot seines Landes bei der D-Weltmeisterschaft 1997 sowie bei den C-Weltmeisterschaften 1998, 1999 und 2000. Nach der Umstellung des Ligensystems bei den Weltmeisterschaften nahm er an den Turnieren der Division I 2001, 2003, 2006, 2008, 2009, 2014, 2015 und 2016 sowie der Division II 2004, 2005, 2007 und 2013 teil. Zudem stand er für seine Farben bei der Qualifikation für die Olympischen Winterspiele 2006 in Turin auf dem Eis.

### Inlinehockey
Neben seiner Eishockeykarriere spielt Jačmenjak auch Inlinehockey. Mit der kroatischen Nationalmannschaft nahm er in Dresden an der Weltmeisterschaft 2013 in der zweitklassigen Division I teil und belegte den fünften Rang. Er war dabei hinter dem Briten Philip Hamer und dem Österreicher Johannes Bischofberger drittbester Scorer des Turniers.

## Erfolge und Auszeichnungen
- 1996 Kroatischer Meister mit dem KHL Zagreb
- 2008 Kroatischer Meister mit dem KHL Mladost Zagreb

### International
- 1997 Aufstieg in die C-Weltmeisterschaft bei der D-Weltmeisterschaft
- 2000 Aufstieg in die B-Weltmeisterschaft bei der C-Weltmeisterschaft
- 2005 Aufstieg in die Division I bei der Weltmeisterschaft der Division II, Gruppe A
- 2007 Aufstieg in die Division I bei der Weltmeisterschaft der Division II, Gruppe A
- 2013 Aufstieg in die Division I, Gruppe B, bei der Weltmeisterschaft der Division II, Gruppe A

## Slohokej Liga-Statistik
(Stand: Ende der Saison 2011/12)